# Gerd Zimmermann (labdarúgó)
Gerd Zimmermann (Jüchen, 1949. szeptember 26. – 2022. április 6.) német labdarúgó, hátvéd, középpályás.

## Pályafutása

### Klubcsapatban
1968 és 1970 között a Borussia Mönchengladbach, 1970 és 1974 között a Fortuna Köln, 1974 és 1980 között a Fortuna Düsseldorf labdarúgója volt. 1980–81-ben az Egyesült Államokban és Kanadában játszott. Először a Houston Hurricane, majd a Calgary Boomers játékosa volt. 1981-ben visszatért az NSZK-ba. 1981–82-ben az Union Solingen, 1982–83-ban ismét a Fortuna Köln csapatában szerepelt. A Borussiával egy nyugatnémet bajnoki címet, a Fortuna Düsseldorffal két kupagyőzelmet ért el. Tagja volt az 1978–79-es idényben KEK-döntős csapatnak.

### A válogatottban
1974 és 1976 között öt alkalommal szerepelt a nyugatnémet B-válogatottban és egy gólt szerzett.

## Sikerei, díjai
Borussia Mönchengladbach
- Nyugatnémet bajnokság (Bundesliga)
  - bajnok: 1969–70

 Fortuna Düsseldorf
- Nyugatnémet kupa (DFP-Pokal)
  - győztes (2): 1979, 1980
  - döntős: 1978
- Kupagyőztesek Európa-kupája (KEK)
  - döntős: 1978–79

 Fortuna Köln
- Nyugatnémet kupa (DFP-Pokal)
  - döntős: 1983